# Roanoke Island
Roanoke [ˈɹɔɘˌnɔɘk] Island ist eine Insel an der US-amerikanischen Küste von North Carolina. Der Name stammt aus dem lokalen Algonkindialekt. Hier befand sich zum einen die erste englische Siedlung in Nordamerika, zum anderen ist die Insel für das mysteriöse Verschwinden von über 100 englischen Kolonisten gegen Ende des 16. Jahrhunderts bekannt geworden. Eine Theorie besagt, dass sie sich mit den indianischen Ureinwohnern vermischt haben.

## Geographie
Die 16 km lange und 4,3 km breite Insel mit einer Fläche von 46,48 km² liegt in der Durchfahrt vom Albemarle Sound in den Pamlico Sound in dem durch die Outer Banks vom Atlantik getrennten Sund vor der Küste North Carolinas. Sie gehört zum Dare County North Carolinas und ist über den U.S. Highway 64 mit dem Festland sowie mit Bodie Island verbunden. Die größten Ansiedlungen sind Manteo im Norden und Wanchese im Süden der Insel. Manteo ist die Hauptstadt der Insel sowie des gesamten Dare County. Wanchese hat keine eigene Verwaltung, sondern wird vom Dare County verwaltet. Die Gesamtbevölkerung betrug 6.724 nach dem US-Zensus des Jahres 2000.